# Pyrostria serpentina
Pyrostria serpentina är en måreväxtart som beskrevs av Lantz, Klack. och Sylvain G. Razafimandimbison. Pyrostria serpentina ingår i släktet Pyrostria och familjen måreväxter. Inga underarter finns listade i Catalogue of Life.